# Mertendorf (Szász-Anhalt)
Mertendorf település Németországban, azon belül Szász-Anhalt tartományban. Lakosainak száma 1592 fő (2023. december 31.). Mertendorf Osterfeld, Schkölen, Molauer Land, Naumburg, Wethau, Teuchern és Stößen községekkel határos.

## Népesség
A település népességének változása:
| Lakosok száma | 1712 | 1650 | 1639 | 1595 | 1579 | 1592 |
|               | 2014 | 2017 | 2019 | 2021 | 2022 | 2023 |